# Nāḩiyat Arwād
Nāḩiyat Arwād (arabiska: ناحية أرواد) är ett subdistrikt i Syrien.   Det ligger i provinsen Tartus, i den västra delen av landet, 150 km norr om huvudstaden Damaskus. Nāḩiyat Arwād ligger på ön Jazīrat Arwād.
Trakten runt Nāḩiyat Arwād består till största delen av jordbruksmark. Runt Nāḩiyat Arwād är det tätbefolkat, med 511 invånare per kvadratkilometer.